# Liste der Naturschutzgebiete im Landkreis Südwestpfalz
Im rheinland-pfälzischen Landkreis Südwestpfalz gibt es 21 Naturschutzgebiete.
| Name                               | Bild | Kennung               | Kreis                  | Einzelheiten | Position | Fläche Hektar | Datum |
| ---------------------------------- | ---- | --------------------- | ---------------------- | --- | -------- | ------------- | ----- |
| Zeppelinhalde                      |      | 7340-018 WDPA: 82956  | Landkreis Südwestpfalz | Nothweiler Wacholderhalde am Ostanhang der Wegelnburg und des Kuhnenkopfes | ⊙        | 16,41         | 1942  |
| Monbijou                           | BW   | 7340-021 WDPA: 82172  | Landkreis Südwestpfalz | Contwig, Dietrichingen, Mauschbach Trockenrasen, Halbtrockenrasen, Waldrand- und Waldgesellschaften | ⊙        | 27,02         | 1978  |
| Pfälzerwoog                        |      | 7340-023 WDPA: 82322  | Landkreis Südwestpfalz | Fischbach bei Dahn flach- bis zwischenmoorartiges Gebiet, Wasser- und Verlandungszonen | ⊙        | 10,32         | 1979  |
| Rohrweiher-Rösselsweiher           | BW   | 7340-024 WDPA: 82437  | Landkreis Südwestpfalz | Ludwigswinkel Wasser- und Verlandungsbereiche, Hochmoor, Waldrand- und Waldgesellschaften | ⊙        | 40,46         | 1979  |
| Am Saarbacher Mühlweiher           | BW   | 7340-056 WDPA: 81293  | Landkreis Südwestpfalz | Ludwigswinkel Wasser- und Verlandungsbereiche, sonstige Feuchtflächen, Grünland- und Sukzessionsflächen, Waldränder | ⊙        | 7,47          | 1983  |
| Klößweiher                         | BW   | 7340-061 WDPA: 164148 | Landkreis Südwestpfalz | Ludwigswinkel Klößweiher und Umgebung; gut ausgebildete Pflanzengemeinschaften der Verlandungszone; Gehölzgürtel | ⊙        | 7,07          | 1984  |
| Falkenburg-Tiergarten              |      | 7340-062 WDPA: 163021 | Landkreis Südwestpfalz | Wilgartswiesen Altholzbestände am Schloßberg-Nordhang, Felsflora am Burgfels, Feuchtgebiete und Gewässer des Tiergartens; Zeugenberg und Woogtal | ⊙        | 35,97         | 1984  |
| Wolfsägertal                       | BW   | 7340-063 WDPA: 166351 | Landkreis Südwestpfalz | Fischbach bei Dahn Pflanzengemeinschaften in Stauweihern, insbesondere Schwimmblattfluren und Verlandungszone im Weiher am Nollenkopf, im Fischbach und auf den umgebenden Ried- und Wiesenflächen                                                      | ⊙        | 22,17         | 1983  |
| Wolfslöcher                        |      | 7340-064 WDPA: 166355 | Landkreis Südwestpfalz | Lemberg Moorvegetation in einer Talaue mit Tierwelt, Erlenbruchvegetation, Quellnischen und Felsstrukturen der Karlstal-Felsschicht mit den umgebenden Waldflächen                                                                                      | ⊙        | 104,55        | 1983  |
| Faunertal                          | BW   | 7340-065 WDPA: 163032 | Landkreis Südwestpfalz | Ludwigswinkel, Fischbach bei Dahn Stauweiher mit Zuflüssen und umgebenden Ried- und Wiesenflächen, insbesondere Schwimmblattfluren und Verlandungszone                                                                                                  | ⊙        | 25,29         | 1983  |
| Moosbachtal                        |      | 7340-068 WDPA: 164685 | Landkreis Südwestpfalz | Dahn Stauweiher mit Schwimmblattfluren und Verlandungszonen, Wasser- und Ufervegetation des Moosbaches und des Seibertsbaches, Nasswiesen, Bruchwälder, trockene Sandflächen und -böschungen, Wälder                                                    | ⊙        | 70,95         | 1984  |
| Brauntal                           | BW   | 7340-069 WDPA: 162544 | Landkreis Südwestpfalz | Rumbach Brauntalweiher und umgebende Flächen, insbesondere Pflanzengesellschaften der Verlandungszone | ⊙        | 76,31         | 1984  |
| Wahlbacher Heide                   | BW   | 7340-074 WDPA: 166129 | Landkreis Südwestpfalz | Contwig Kalk-Magerrasengebiet und angrenzendes Wäldchen | ⊙        | 7,44          | 1985  |
| Lambsbachtal                       |      | 7340-078 WDPA: 164328 | Landkreis Südwestpfalz | Käshofen Talaue mit mäandrierendem Gewässer, Hochstaudenfluren, Röhrichtzonen, Großseggenriedern sowie Sumpfzonen | ⊙        | 11,54         | 1985  |
| Quellbäche des Eppenbrunner Baches | BW   | 7340-164 WDPA: 165057 | Landkreis Südwestpfalz | Eppenbrunn Quellbäche des Eppenbrunner Bachs und Bachtäler mit Stauweihern und Verlandungszonen, Zwischenmoor- und Quellbereichen, Seggenriedern, Feuchtwiesen, Wiesenbrachen, Bruchwald und Auwald mit Altholzbeständen und Trocken- und Felsbereichen | ⊙        | 111,42        | 1991  |
| Königsbruch                        |      | 7340-189 WDPA: 164200 | Landkreis Südwestpfalz | Fischbach bei Dahn, Rumbach, Schönau Talraum des Saarbachs mit Brachwiesen, Fließ- und Stillgewässern und Bruchwaldflächen; Auenbereiche mit Mähwiesen, Wiesenbrache, Flachmoor- und Röhrichtflächen sowie Gewässern                                    | ⊙        | 122,06        | 1996  |
| Battweiler Höhe                    |      | 7340-209 WDPA: 318171 | Landkreis Südwestpfalz | Battweiler Kalkmagerrasen sowie Extensivgrünland und standorttypische Gehölze, Hecken, Wald- und Waldsaumbereiche | ⊙        | 24,38         | 2003  |
| Am Gödelsteiner Hang               | BW   | 7340-210 WDPA: 318102 | Landkreis Südwestpfalz | Contwig Kalkmagerrasen sowie Extensivgrünland und standorttypische Gehölze, Hecken, Wald- und Waldsaumbereiche | ⊙        | 43,27         | 2003  |
| Auf der Pottschütthöhe             |      | 7340-211 WDPA: 318140 | Landkreis Südwestpfalz | Contwig, Dellfeld, Rieschweiler-Mühlbach Kalkmagerrasen sowie Extensivgrünland und standorttypische Gehölze, Hecken, Wald- und Waldsaumbereiche | ⊙        | 91,63         | 2003  |
| Auf dem Hausgiebel                 |      | 7340-212 WDPA: 318133 | Landkreis Südwestpfalz | Maßweiler Kalkmagerrasen sowie Extensivgrünland und standorttypische Gehölze, Hecken, Wald- und Waldsaumbereiche | ⊙        | 32,68         | 2003  |
| Weihertalkopf                      |      | 7340-213 WDPA: 319301 | Landkreis Südwestpfalz | Dellfeld, Walshausen, Nünschweiler Kalkmagerrasen sowie Extensivgrünland und standorttypische Gehölze, Hecken, Wald- und Waldsaumbereiche | ⊙        | 20,34         | 2003  |
| Legende für Naturschutzgebiet      |      |                       |                        | |          |               |       |